# سیارک ۱۶۰۸۳
سیارک ۱۶۰۸۳ (به انگلیسی: 16083 Jorvik، نامگذاری:1999TH12) شانزده هزار و هشتاد و سومین سیارک کشف شده‌است که در ۱۲ اکتبر ۱۹۹۹ کشف شد.
قدر مطلق سیارک برابر ۱۵٫۱۰ است.